# Dansbingo
Dansbingo är en variant av bingo, där man dansar med varandra i stället för att dra nummer när deltagarna ska kryssa i sina brickor. Varje person tilldelas ett nummer som dess tillfälliga danspartner får kryssa i efter en fullbordad dans. Ju fler olika personer men dansar med desto fler nummer får man alltså tillgång till i jakten på bingo.